# 拉科尼式简略语
拉科尼式简略语（英語：laconic phrase）是指言简意赅或是简略到不够礼貌的用语。
拉科尼亚是属于希腊伯罗奔尼撒的一个地区，首府是斯巴达。生活在这里的人们以作风艰苦朴素和说话不拖泥带水而闻名。“拉科尼式简略语”一词由此而来。